# Anhinga grandis
Anhinga grandis es una especie de ave acuática suliforme extinta perteneciente al género Anhinga, cuyas especies vivientes son denominadas comúnmente aningas, biguá-víboras, aves serpiente, marbellas o patos aguja.
Habitó desde el Mioceno superior al Plioceno superior de América del Norte y del norte de Sudamérica. Se habría alimentado especialmente de peces además de otros organismos acuáticos.

## Taxonomía
Anhinga grandis fue descrita originalmente en el año 1975 por los paleontólogos Larry D. Martin y Robert M. Mengel.
En el año 1987 J. J. Becker la registra del Mioceno Tardío del estado de Florida (Estados Unidos). En el año 1992 los paleontólogos D. T. Rasmussen y Richard F. Kay lo registraron en Colombia.
Holotipo
El holotipo designado es el catalogado como: UNSM 20070; consta de un extremo distal y medio húmero izquierdo dividido por el eje.
Localidad tipo
La localidad tipo referida es: “8 millas al norte y 8,5 millas al oeste de Cambridge, en el condado de Frontier, Nebraska, Estados Unidos”.
Edad atribuida
El estrato portador del tipo fue asignado al miembro Sidney Gravel de la Formación Kimball, del Grupo Ogallala (Plioceno).
Etimología
Etimológicamente, el término específico grandis es un 
epíteto latino que significa ‘grande’, en referencia al tamaño inferido del ave.
Relaciones filogenéticas
En el año 2015 se realizó una revisión sistemática de los integrantes de la familia Anhingidae. Se concluyó que Anhinga grandis es más próxima a Anhinga anhinga que a otras especies fósiles americanas del género (Anhinga minuta, Anhinga hesterna).